# غاستون كابوري
غاستون كابوري (مواليد 1951) (بالإنجليزية: Gaston Kaboré)‏ مخرج وكاتب ومنتج ومدرس بوركينابي.
من أبرز أعماله فيلم ويند كوني (Wend Kuuni) وبود يام (Buud Yam).

## مسيرته
وُلد كابوري عام 1951 في مدينة بوبوديولاسو بفولتا العليا.
بعد أن درس التاريخ والسينما، بدأ حياته المهنية ككاتب أفلام عام 1976. حظيت أعماله باهتمام كبير من النقاد والمهرجانات والجماهير، وتتمثل في أربعة أفلام روائية طويلة، وهي «ويند كوني» (1982) الذي تُوّج بالتانيت الفضي سنة 1988، وجائزة سيزار لأحسن فلم فرنكوفوني عام 1985، وفيلم «زان بوكو» (1988) الذي تحصل على التانيت الفضي سنة 1988، وفيلم «رابي» (1992)، ثم «بود يام» (1997) الذي تحصل على الجائزة الكبرى (إيتالون ينينجا) في المهرجان الأفريقي للسينما والتلفزيون في واغادوغو عام 1997.
أشرف غاستون كابوري على المركز الوطني للسينما ببوركينا فاسو من 1977 إلى 1988، وترأس الاتحاد البانافريكي للمخرجين من 1985 إلى 1997. وأسس عام 2003 معهد «إيماجين» في واغادوغو، الذي يعد مركزا للتكوين المستمر وتطوير مهن السينما.

## روابط خارجية
- غاستون كابوري على موقع IMDb (الإنجليزية)
- غاستون كابوري على موقع ألو سيني (الفرنسية)
- غاستون كابوري على موقع أول موفي (الإنجليزية)
- غاستون كابوري على موقع قاعدة بيانات الفيلم (الإنجليزية)
- غاستون كابوري على موقع كينوبويسك (الروسية)